# José Muñoz y Borbón
Don José Muñoz y Borbón, I conte di Gracia e I visconte della Arboleda (Parigi, 21 dicembre 1843 – Pau, 17 settembre 1863), è stato un nobile spagnolo.

## Biografia
Figlio di Maria Cristina di Borbone-Due Sicilie regina reggente di Spagna e del suo secondo marito (segreto) Agustín Fernández Muñoz y Sánchez, I duca di Riánsares, I marchese di San Agustín e I duca di Montmorot, Pari di Francia (titolo non riconosciuto in Spagna).
Fu I conte di Gracia il 29 febbraio 1848 e I visconte della Arboleda il 2 giugno 1849. Per la sua scomparsa in precoce età non ebbe discendenza. Alla morte la sua salma fu tumulata in Francia, nel cimitero di Rueil-Malmaison, nell'Île-de-France.

## Ascendenza
|                                          |                                    |                                      | Genitori                                |  |  | Nonni |  |  | Bisnonni                                       |  |  | Trisnonni              |  |
|                                          |                                    |                                      |                                         |  |  |       |  |  | 8. Francisco Javier Muñoz y Carrillo de Torres |  |  | 16. José Muñoz Navarro |  |
|                                          |                                    |                                      |                                         |  |  |       |  |  | 8. Francisco Javier Muñoz y Carrillo de Torres |  |  | 16. José Muñoz Navarro |  |
|                                          |                                    | 17. Manuela Carrillo de Torres Frías |                                         |  |  |       |  |  | 8. Francisco Javier Muñoz y Carrillo de Torres |  |  |                        |  |
| 4. Juan Antonio Muñoz y Funes            |                                    |                                      |                                         |  |  |       |  |  | 8. Francisco Javier Muñoz y Carrillo de Torres |  |  |                        |  |
|                                          |                                    | 9. Eugenia Dorotea Funes Martínez    | 18. Manuel Funes Burgo                  |  |  |       |  |  |                                                |  |  |                        |  |
|                                          |                                    | 9. Eugenia Dorotea Funes Martínez    | 18. Manuel Funes Burgo                  |  |  |       |  |  |                                                |  |  |                        |  |
|                                          |                                    | 9. Eugenia Dorotea Funes Martínez    | 19. Manuela Martínez                    |  |  |       |  |  |                                                |  |  |                        |  |
| 2. Agustín Fernández Muñoz               |                                    | 9. Eugenia Dorotea Funes Martínez    |                                         |  |  |       |  |  |                                                |  |  |                        |  |
|                                          |                                    | 10. Gabriel Antonio Sánchez Ordoñez  | 20. Gabriel Sánchez Muñoz               |  |  |       |  |  |                                                |  |  |                        |  |
|                                          |                                    | 10. Gabriel Antonio Sánchez Ordoñez  | 20. Gabriel Sánchez Muñoz               |  |  |       |  |  |                                                |  |  |                        |  |
|                                          |                                    | 10. Gabriel Antonio Sánchez Ordoñez  | 21. Yomar Ordóñez                       |  |  |       |  |  |                                                |  |  |                        |  |
| 5. Eusebia Sánchez y Ortega              |                                    | 10. Gabriel Antonio Sánchez Ordoñez  |                                         |  |  |       |  |  |                                                |  |  |                        |  |
|                                          |                                    | 11. María Francisca Ortega Campos    | 22. Lorenzo Ortega y Toledo             |  |  |       |  |  |                                                |  |  |                        |  |
|                                          |                                    | 11. María Francisca Ortega Campos    | 22. Lorenzo Ortega y Toledo             |  |  |       |  |  |                                                |  |  |                        |  |
|                                          |                                    | 11. María Francisca Ortega Campos    | 23. María Campos                        |  |  |       |  |  |                                                |  |  |                        |  |
| 1. José Muñoz y Borbón                   |                                    | 11. María Francisca Ortega Campos    |                                         |  |  |       |  |  |                                                |  |  |                        |  |
|                                          | 12. Ferdinando I delle Due Sicilie | 24. Carlo III di Spagna              |                                         |  |  |       |  |  |                                                |  |  |                        |  |
|                                          | 12. Ferdinando I delle Due Sicilie | 24. Carlo III di Spagna              |                                         |  |  |       |  |  |                                                |  |  |                        |  |
|                                          | 12. Ferdinando I delle Due Sicilie | 25. Maria Amalia di Sassonia         |                                         |  |  |       |  |  |                                                |  |  |                        |  |
| 6. Francesco I delle Due Sicilie         | 12. Ferdinando I delle Due Sicilie |                                      |                                         |  |  |       |  |  |                                                |  |  |                        |  |
|                                          |                                    | 13. Maria Carolina d'Asburgo-Lorena  | 26. Francesco I di Lorena               |  |  |       |  |  |                                                |  |  |                        |  |
|                                          |                                    | 13. Maria Carolina d'Asburgo-Lorena  | 26. Francesco I di Lorena               |  |  |       |  |  |                                                |  |  |                        |  |
|                                          |                                    | 13. Maria Carolina d'Asburgo-Lorena  | 27. Maria Teresa d'Austria              |  |  |       |  |  |                                                |  |  |                        |  |
| 3. Maria Cristina di Borbone-Due Sicilie |                                    | 13. Maria Carolina d'Asburgo-Lorena  |                                         |  |  |       |  |  |                                                |  |  |                        |  |
|                                          |                                    | 14. Carlo IV di Spagna               | 28. Carlo III di Spagna (= 24)          |  |  |       |  |  |                                                |  |  |                        |  |
|                                          |                                    | 14. Carlo IV di Spagna               | 28. Carlo III di Spagna (= 24)          |  |  |       |  |  |                                                |  |  |                        |  |
|                                          |                                    | 14. Carlo IV di Spagna               | 29. Maria Amalia di Sassonia (= 25)     |  |  |       |  |  |                                                |  |  |                        |  |
| 7. Maria Isabella di Borbone-Spagna      |                                    | 14. Carlo IV di Spagna               |                                         |  |  |       |  |  |                                                |  |  |                        |  |
|                                          |                                    | 15. Maria Luisa di Borbone-Parma     | 30. Filippo I di Parma                  |  |  |       |  |  |                                                |  |  |                        |  |
|                                          |                                    | 15. Maria Luisa di Borbone-Parma     | 30. Filippo I di Parma                  |  |  |       |  |  |                                                |  |  |                        |  |
|                                          |                                    | 15. Maria Luisa di Borbone-Parma     | 31. Luisa Elisabetta di Borbone-Francia |  |  |       |  |  |                                                |  |  |                        |  |
|                                          |                                    | 15. Maria Luisa di Borbone-Parma     |                                         |  |  |       |  |  |                                                |  |  |                        |  |